# Holotrichia canlaonensis
Holotrichia canlaonensis är en skalbaggsart som beskrevs av Matsumoto 2008. Holotrichia canlaonensis ingår i släktet Holotrichia och familjen Melolonthidae. Inga underarter finns listade i Catalogue of Life.